# إيفا كيرلاخ
إيفا كيرلاخ (بالهولندية: Eva Gerlach)‏ هي كاتِبة وشاعرة هولندية، ولدت في 9 أبريل 1948 في أمستردام في هولندا. وهي تكتب أيضًا تحت اسم مارغريت ديكسترا.

## سيرتها الذاتية
ولدت كيرلاخ في أمستردام. في عام 1979، نشرت أول مجموعة شعرية لها بعنوان (لا مزيد من الضيق) في عام 1979. حصلت على جائزة لوسي بي وسي دبليو فان دير هوغت في عام 1981. في عام 2000، حصلت على جائزة (بي سي هوفت) لعملها.

## وصلات خارجية
- إيفا كيرلاخ على موقع ديسكوغز (الإنجليزية)